# Campeonato de Primera División 1986-87 (Argentina)
El Campeonato de Primera División 1986-87 del fútbol argentino fue el septuagésimo séptimo de la era profesional. Se desarrolló desde al 13 de julio de 1986 al 2 de mayo de 1987, con un intervalo estival entre el 21 de diciembre y el 23 de enero. Se jugó en dos ruedas de todos contra todos.
En este torneo quedó establecido el número de 20 equipos participantes -que permaneció inalterable hasta el 2015, cuando se lo llevó a 30- con el descenso de dos equipos y el ascenso de otros tres, dos que procedían del último certamen completo de Primera B, el de 1985, y otro del Torneo Octogonal reclasificatorio del año 1986.
El campeón fue el Club Atlético Rosario Central, que obtuvo el título produciendo el hecho inédito en la era profesional de que un equipo recién ascendido ganara el torneo de Primera División. Como agregado, estuvo -junto con Racing Club- más de seis meses sin jugar oficialmente, dado que el torneo de Primera División B 1985 finalizó en diciembre de ese año y este certamen comenzó en julio de 1986, y que además, muchos de sus futbolistas fueron cedidos a préstamo a otras instituciones durante dicho lapso.
El campeón obtuvo así el derecho a participar en la Copa Libertadores 1987, acompañado por  Independiente, ganador de la Liguilla pre-Libertadores, jugada al finalizar el torneo entre los cinco equipos clasificados de este certamen y los tres mejores del primer Nacional B.
Por otra parte, hubo dos descensos determinados según los promedios de los tres últimos torneos. Por primera vez se calcularon según el coeficiente de puntos ganados sobre partidos jugados, a diferencia del método anterior, que dividía el puntaje obtenido por el número de temporadas jugadas.

## Ascensos y descensos
| Pos            | Equipos ascendidos |
| -------------- | ------------------ |
| 1.º '85        | Rosario Central    |
| Gan. Red. '85  | Racing Club        |
| Gan. Recl. '86 | Deportivo Italiano |

| Pos           | Equipos descendidos en la temporada 1985-86 |
| ------------- | ------------------------------------------- |
| 19.º Prom     | Chacarita Juniors                           |
| Perd Recl '86 | Huracán                                     |

De esta manera, se incrementó el número de participantes, que se estableció en 20.

## Equipos
| Equipo             | Ciudad       |
| ------------------ | ------------ |
| Argentinos Juniors | Buenos Aires |
| Boca Juniors       | Buenos Aires |
| Deportivo Español  | Buenos Aires |
| Deportivo Italiano | Florida      |
| Estudiantes        | La Plata     |
| Ferro Carril Oeste | Buenos Aires |
| Gimnasia y Esgrima | La Plata     |
| Independiente      | Avellaneda   |
| Instituto          | Córdoba      |
| Newell's Old Boys  | Rosario      |
| Platense           | Florida      |
| Racing             | Córdoba      |
| Racing Club        | Avellaneda   |
| River Plate        | Buenos Aires |
| Rosario Central    | Rosario      |
| San Lorenzo        | Buenos Aires |
| Talleres           | Córdoba      |
| Temperley          | Turdera      |
| Unión              | Santa Fe     |
| Vélez Sarsfield    | Buenos Aires |

### Distribución geográfica de los equipos
| Región                 | Cant. | Equipos |
| ---------------------- | ----- | --- |
| Ciudad de Buenos Aires | 7     | Argentinos Juniors, Boca Juniors, Deportivo Español, Ferro Carril Oeste, River Plate, San Lorenzo y Vélez Sarsfield |
| Conurbano bonaerense   | 5     | Deportivo Italiano, Independiente, Platense, Racing Club y Temperley                                                |
| Provincia de Córdoba   | 3     | Instituto, Racing y Talleres                                                                                        |
| Provincia de Santa Fe  | 3     | Newell's Old Boys, Rosario Central y Unión                                                                          |
| Ciudad de La Plata     | 2     | Estudiantes y Gimnasia y Esgrima                                                                                    |

## Tabla de posiciones
| Pos. | Equipo                  | Pts. | PJ | PG | PE | PP | GF | GC | Dif. |
| ---- | ----------------------- | ---- | -- | -- | -- | -- | -- | -- | ---- |
| 1.º  | Rosario Central         | 49   | 38 | 17 | 15 | 6  | 64 | 45 | 19   |
| 2.º  | Newell's Old Boys       | 48   | 38 | 19 | 10 | 9  | 57 | 38 | 19   |
| 3.º  | Independiente           | 47   | 38 | 17 | 13 | 8  | 70 | 47 | 23   |
| 4.º  | Boca Juniors            | 46   | 38 | 18 | 10 | 10 | 62 | 49 | 13   |
| 5.º  | Racing Club             | 44   | 38 | 16 | 12 | 10 | 50 | 41 | 9    |
| 6.º  | Ferro Carril Oeste      | 44   | 38 | 13 | 18 | 7  | 40 | 32 | 8    |
| 7.º  | San Lorenzo             | 44   | 38 | 15 | 14 | 9  | 45 | 38 | 7    |
| 8.º  | Instituto               | 41   | 38 | 13 | 15 | 10 | 54 | 46 | 8    |
| 9.º  | Vélez Sarsfield         | 41   | 38 | 15 | 11 | 12 | 50 | 43 | 7    |
| 10.º | River Plate             | 39   | 38 | 13 | 13 | 12 | 54 | 49 | 5    |
| 11.º | Talleres (C)            | 38   | 38 | 11 | 16 | 11 | 54 | 61 | −7   |
| 12.º | Estudiantes (LP)        | 37   | 38 | 10 | 17 | 11 | 40 | 45 | −5   |
| 13.º | Gimnasia y Esgrima (LP) | 37   | 38 | 12 | 13 | 13 | 33 | 41 | −8   |
| 14.º | Deportivo Español       | 36   | 38 | 12 | 12 | 14 | 29 | 31 | −2   |
| 15.º | Racing (C)              | 33   | 38 | 8  | 17 | 13 | 43 | 56 | −13  |
| 16.º | Unión                   | 31   | 38 | 6  | 19 | 13 | 30 | 38 | −8   |
| 17.º | Argentinos Juniors      | 28   | 38 | 5  | 18 | 15 | 45 | 47 | −2   |
| 18.º | Temperley               | 27   | 38 | 7  | 13 | 18 | 28 | 48 | −20  |
| 19.º | Platense                | 27   | 38 | 6  | 15 | 17 | 40 | 63 | −23  |
| 20.º | Deportivo Italiano      | 23   | 38 | 6  | 11 | 21 | 29 | 59 | −30  |

|  | Campeón y clasificado a la Copa Libertadores 1987.                   |
|  | Clasificó a la Copa Libertadores 1987 por ganar la edición anterior. |
|  | Clasificó a la Liguilla pre-Libertadores.                            |

## Torneo de clasificación a la Copa Libertadores
Oficialmente Torneo octogonal por la segunda plaza al campeonato Libertadores de América 1987, se lo conoce como Liguilla pre-Libertadores. Participaron los cinco equipos clasificados en el campeonato, a los que se sumó el Deportivo Armenio, campeón del Campeonato Nacional B 1986-87, y el segundo y tercero de la tabla general del mismo torneo, Banfield y Belgrano. Se jugó por eliminación directa, con partido y revancha, y el ganador fue el segundo clasificado a la Copa Libertadores 1987.

### Cuartos de final
| Cuarto de final 1 | Cuarto de final 1 | Cuarto de final 1 | Cuarto de final 1 | Cuarto de final 1 |
| Local             | Resultado         | Visitante         | Estadio           | Fecha             |
| ----------------- | ----------------- | ----------------- | ----------------- | ----------------- |
| Banfield          | 1 - 0             | Independiente     | Tomás Adolfo Ducó | 10/05/1987        |
| Independiente     | 2 - 0             | Banfield          | La Doble Visera   | 17/05/1987        |

| Cuarto de final 2 | Cuarto de final 2 | Cuarto de final 2 | Cuarto de final 2      | Cuarto de final 2 |
| Local             | Resultado         | Visitante         | Estadio                | Fecha             |
| ----------------- | ----------------- | ----------------- | ---------------------- | ----------------- |
| Belgrano          | 0 - 0             | Newell's Old Boys | Gigante de Alberdi     | 10/05/1987        |
| Newell's Old Boys | 2 - 0             | Belgrano          | Estadio Marcelo Bielsa | 17/05/1987        |

| Cuarto de final 3 | Cuarto de final 3 | Cuarto de final 3 | Cuarto de final 3 | Cuarto de final 3 |
| Local             | Resultado         | Visitante         | Estadio           | Fecha             |
| ----------------- | ----------------- | ----------------- | ----------------- | ----------------- |
| Deportivo Armenio | 2 - 4             | Boca Juniors      | José Amalfitani   | 10/05/1987        |
| Boca Juniors      | 2 - 2             | Deportivo Armenio | La Bombonera      | 17/05/1987        |

| Cuarto de final 4  | Cuarto de final 4 | Cuarto de final 4  | Cuarto de final 4             | Cuarto de final 4 |
| Local              | Resultado         | Visitante          | Estadio                       | Fecha             |
| ------------------ | ----------------- | ------------------ | ----------------------------- | ----------------- |
| Racing Club        | 0 - 0             | Ferro Carril Oeste | El Cilindro                   | 10/05/1987        |
| Ferro Carril Oeste | 2 - 1             | Racing Club        | Arquitecto Ricardo Etcheverri | 17/05/1987        |

### Semifinales
| Semifinal 1        | Semifinal 1 | Semifinal 1        | Semifinal 1        | Semifinal 1 |
| Local              | Resultado   | Visitante          | Estadio            | Fecha       |
| ------------------ | ----------- | ------------------ | ------------------ | ----------- |
| Ferro Carril Oeste | 0 - 1       | Independiente      | Ferro Carril Oeste | 24/05/1987  |
| Independiente      | 0 - 0       | Ferro Carril Oeste | La Doble Visera    | 31/05/1987  |

| Semifinal 2       | Semifinal 2 | Semifinal 2       | Semifinal 2            | Semifinal 2 |
| Local             | Resultado   | Visitante         | Estadio                | Fecha       |
| ----------------- | ----------- | ----------------- | ---------------------- | ----------- |
| Newell's Old Boys | 0 - 1       | Boca Juniors      | Estadio Marcelo Bielsa | 24/05/1987  |
| Boca Juniors      | 5 - 2       | Newell's Old Boys | La Bombonera           | 31/05/1987  |

### Final
| Final                                               | Final     | Final         | Final           | Final      |
| Local                                               | Resultado | Visitante     | Estadio         | Fecha      |
| --------------------------------------------------- | --------- | ------------- | --------------- | ---------- |
| Independiente                                       | 2 - 2     | Boca Juniors  | La Doble Visera | 07/06/1987 |
| Boca Juniors                                        | 1 - 2     | Independiente | La Bombonera    | 14/06/1987 |
| Independiente clasificó a la Copa Libertadores 1987 |           |               |                 |            |

## Tabla de promedios
| Pos  | Equipo                  | Prom. | 1984 | 1985-86 | 1986-87 | Total | PJ  |
| ---- | ----------------------- | ----- | ---- | ------- | ------- | ----- | --- |
| 1.º  | Rosario Central         | 1,289 | -    | -       | 49      | 49    | 38  |
| 2.º  | River Plate             | 1,254 | 43   | 56      | 39      | 138   | 110 |
| 3.º  | Ferro Carril Oeste      | 1,218 | 50   | 40      | 44      | 134   | 110 |
| 4.º  | Newell's Old Boys       | 1,200 | 38   | 46      | 48      | 132   | 110 |
| 5.º  | Racing Club             | 1,157 | -    | -       | 44      | 44    | 38  |
| 6.º  | Argentinos Juniors      | 1,118 | 51   | 44      | 28      | 123   | 110 |
| 7.º  | San Lorenzo             | 1,100 | 37   | 40      | 44      | 121   | 110 |
| 8.º  | Deportivo Español       | 1,108 | -    | 46      | 36      | 82    | 74  |
| 9.º  | Boca Juniors            | 1,063 | 30   | 41      | 46      | 117   | 110 |
| 9.º  | Vélez Sarsfield         | 1,063 | 42   | 34      | 41      | 117   | 110 |
| 11.º | Independiente           | 1,036 | 31   | 36      | 47      | 114   | 110 |
| 12.º | Estudiantes (LP)        | 1,018 | 48   | 27      | 37      | 112   | 110 |
| 13.º | Instituto               | 0,990 | 33   | 35      | 41      | 109   | 110 |
| 13.º | Talleres                | 0,990 | 34   | 37      | 38      | 109   | 110 |
| 15.º | Gimnasia y Esgrima (LP) | 0,986 | -    | 36      | 37      | 73    | 74  |
| 16.º | Racing (C)              | 0,927 | 43   | 26      | 33      | 102   | 110 |
| 17.º | Unión                   | 0,836 | 30   | 31      | 31      | 92    | 110 |
| 18.º | Platense                | 0,790 | 33   | 27      | 27      | 87    | 110 |
| 19.º | Temperley               | 0,790 | 31   | 29      | 27      | 87    | 110 |
| 20.º | Deportivo Italiano      | 0,605 | -    | -       | 23      | 23    | 38  |

|  | Ganó el desempate por el descenso. |
|  | Descendió al Nacional B.           |

### Desempate por el descenso
| Partido de desempate               | Partido de desempate | Partido de desempate | Partido de desempate | Partido de desempate |
| Equipo 1                           | Resultado            | Equipo 2             | Estadio              | Fecha                |
| ---------------------------------- | -------------------- | -------------------- | -------------------- | -------------------- |
| Platense                           | 2 - 0                | Temperley            | Tomás Adolfo Ducó    | 6 de mayo de 1987    |
| Temperley descendió al Nacional B. |                      |                      |                      |                      |

## Descensos y ascensos
Al finalizar el torneo, Deportivo Italiano y Temperley descendieron al Nacional B, siendo reemplazados por Deportivo Armenio y Banfield, para la próxima temporada.

## Goleadores
| Jugador              | Jugador           | Goles | Equipo          |
| -------------------- | ----------------- | ----- | --------------- |
| Bandera de Argentina | Omar Palma        | 20    | Rosario Central |
| Bandera de Argentina | Jorge Comas       | 19    | Boca Juniors    |
| Bandera de Perú      | Franco Navarro    | 18    | Independiente   |
| Bandera de Argentina | Oscar Dertycia    | 16    | Instituto       |
| Bandera de Uruguay   | Antonio Alzamendi | 13    | River Plate     |